# 岩手県民の歌
「岩手県民の歌」（いわてけんみんのうた）は、日本の都道府県の一つ、岩手県が制定した県民歌である。

## 解説
岩手県庁の新庁舎落成を記念して全国より歌詞を公募し、県民の歌審査委員会による選定・補作を経て1965年（昭和40年）3月30日に発表・制定された。作詞者の「田原耕二」は、歴史小説家・小野寺公二の別名義である。作曲は審査委員会の依頼により中田喜直が手掛け、ビクターレコード（現在のJVCケンウッド・ビクターエンタテインメント）より立川澄人と伊藤京子の歌唱でシングル盤が発売された。
西に奥羽山脈、東に陸中海岸を臨む美しい自然を讃えて県の力強い発展への希望を歌い上げる内容となっている。現在も県の行事で演奏されており、県の公式サイトや県民手帳にも掲載されるなど全国の県民歌の中では利用頻度が高い曲に挙げられる。